# Georges Tainturier
Georges Charles Armand Tainturier (La Côte-Saint-André, 20 maggio 1890 – Colonia, 7 dicembre 1944) è stato uno schermidore francese, vincitore di due medaglie d'oro nella scherma ai giochi olimpici.

## Biografia
Ufficiale della Resistenza francese, fu catturato a Compiègne ed ucciso dai nazisti a Colonia. A Compiègne gli è stata intitolata un'associazione schermistica.

## Palmarès
In carriera ha ottenuto i seguenti risultati:
- Giochi olimpici:

Parigi 1924: oro nella spada a squadre.
Los Angeles 1932: oro nella spada a squadre.
- Mondiali di scherma

Budapest-Ostenda 1926: oro nella spada individuale.